# Valour FC
Il Valour FC è una società calcistica canadese con sede a Winnipeg (Manitoba).

## Storia
Il 6 maggio 2017 la città di Winnipeg fu una delle due, insieme ad Hamilton, ad ottenere dalla CSA la possibilità di presentare una squadra per la programmata Canadian Premier League. La proprietà della neo-costituita squadra è della franchigia di football canadese Winnipeg Blue Bombers, difatti l'amministratore delegato dei Bombers Wade Miller ne assunse la presidenza sin dalla fondazione.
Il nome Valour FC per la squadra venne scelto nel maggio 2018, e nel giugno seguente il club fu il quarto sodalizio ufficialmente accolto nella CPL. Nello stesso mese Rob Gale venne scelto come primo allenatore e general manager del club.
Gale ha mantenuto l'incarico sino al 23 settembre 2021, quando è stato sostituito da Phillip Dos Santos.

## Colori e simboli
I colori del club sono l'oro, granata e nero, che riprendono idealmente i colori della Victoria Cross, un'importante onorificenza militare dei paesi del Commonwealth britannico.
L'identità del club è fortemente legata alla storia della Valor Road, strada di Winnipeg dedicata a tre militari canadesi insigniti della Victoria Cross nella prima guerra mondiale.
La lettera "V" al centro del logo emula il nastro di una medaglia, rappresentata dal cerchio sottostante. La V simboleggia anche l'incontro dei fiumi Red River del Nord e Assiniboine che avviene proprio presso la città di Winnipeg. Inoltre il lato destro della "V" crea una "W" per Winnipeg. Il grano nella parte superiore dello stemma rappresenta l'industria agricola del Manitoba.

### Storico maglie
- Wikimedia Commons contiene immagini o altri file sulle maglie del Valour FC

## Strutture

### Stadio
Il Valour FC disputa le proprie partite casalinghe presso l'impianto IG Field, che può ospitare circa 33.500 spettatori, inaugurato nel 2013.

## Società

### Sponsor
- 2019- Macron

## Allenatori
- 2019-2020  Rob Gale
- 2021  Rob Gale (gen.-set.)
 Phillip Dos Santos (set.-dic.)
- 2022-in carica  Phillip Dos Santos

## Statistiche e record

### Partecipazioni ai campionati nazionali
| Livello | Competizione | Partecipazioni | Debutto | Ultima stagione | Totale |
| 1º      | CPL          | 5              | 2019    | 2023            | 5      |

### Partecipazioni alle coppe nazionali
| Competizione          | Partecipazioni | Debutto | Ultima stagione |
| Canadian Championship | 4              | 2019    | 2023            |